# Malocampa dianora
Malocampa dianora är en fjärilsart som beskrevs av William Schaus 1939. Malocampa dianora ingår i släktet Malocampa och familjen tandspinnare. Inga underarter finns listade i Catalogue of Life.